# Liste des footballeurs internationaux algériens
Cette page présente les joueurs sélectionnés en équipe d'Algérie de football.
Depuis son premier match en 1963, 611 joueurs ont été appelés en équipe nationale algérienne.
Entre le 6 janvier 1963 et le 2 juin 2016, ces techniciens ont utilisé les services de 611 joueurs : 54 gardiens de but ; 196 défenseurs ; 138 milieux de terrain ; 223 attaquants.
Parmi eux, 201 ont inscrit au moins un but (32,89 %) et 121 n’ont joué qu’un seul match.
Mise à jour des statistiques : 6 juin 2016.

## Liste des joueurs
Liste mise à jour après le match Gambie-Algérie.

## A
- Haut – A
- B
- C
- D
- E
- F
- G
- H
- I
- J
- K
- L
- M
- N
- O
- P
- Q
- R
- S
- T
- U
- V
- W
- X
- Y
- Z

| Nom                       | Poste     | Date de naissance  | 1re sélection | Dernière sél. | Sél. | Buts | Source |
| ------------------------- | --------- | ------------------ | ------------- | ------------- | ---- | ---- | ------ |
| Mohamed Réda Abaci        | Milieu    | 28 août 1975       | 2000          | 2002          | 8    | 1    |        |
| Nacereddine Abbour        | Attaquant | 25 juillet 1954    | 1980          | 1980          | 1    | 0    | [ 1 ]  |
| Ayoub Abdellaoui          | Défenseur | 16 février 1993    | 2017          |               | 8    |      |        |
| Chérif Abdeslam           | Milieu    | 1er septembre 1978 | 2005          | 2009          | 8    | 1    |        |
| Djilali Abdi              | Milieu    | 25 novembre 1943   | 1967          | 1969          | 6    | 1    |        |
| Djamel Abdoun             | Milieu    | 14 février 1986    | 2009          | 2011          | 11   | 0    |        |
| Merouane Abdouni          | Gardien   | 27 mars 1981       | 2002          | 2004          | 4    | 0    |        |
| Mehdi Abeid               | Milieu    | 6 août 1992        | 2015          |               | 19   | 1    |        |
| Mohamed Lamine Abid       | Attaquant | 4 juillet 1991     | 2018          |               | 4    |      |        |
| Mohamed Abrouk            | Gardien   | 8 mars 1943        | 1967          | 1973          | 19   | 0    | [ 2 ]  |
| Hocine Achiou             | Milieu    | 24 avril 1979      | 2003          | 2009          | 26   | 3    |        |
| Reda Acimi                | Gardien   | 25 mai 1969        | 1992          | 1995          | 21   | 0    |        |
| Mokhtar Brahim Adda       | Milieu    | 1er mars 1976      | 1998          | 1998          | 3    | 0    |        |
| Rachid Adghigh            | Défenseur | 1er juillet 1961   | 1984          | 1990          | 24   | 1    |        |
| Lakhdar Adjali            | Milieu    | 18 juillet 1972    | 1992          | 1998          | 10   | 2    |        |
| Madjid Adjaoud            | Milieu    | 23 août 1971       | 2000          | 2001          | 5    | 0    |        |
| Kamel Adjas               | Défenseur | 3 janvier 1963     | 1988          | 1992          | 28   | 0    |        |
| Nacer Adjissa             | Milieu    | 31 mars 1957       | 1989          | 1989          | 1    | 0    |        |
| Rachid Aftouche           | Défenseur | 2 novembre 1933    | 1963          | 1963          | 1    | 0    |        |
| Laurent Karim Agouazi     | Milieu    | 16 mars 1984       | 2013          | 2013          | 2    | 0    |        |
| Messaoud Ahmed Chaouch    | Attaquant | 24 février 1961    | 1986          | 1986          | 1    | 0    |        |
| Mouldi Aïssaoui           | Milieu    | 26 juillet 1946    | 1969          | 1971          | 4    | 0    | [ 3 ]  |
| Messaoud Aït Abderrahmane | Défenseur | 6 novembre 1970    | 1990          | 1995          | 7    | 0    |        |
| Djillali Aït Chegou       | Milieu    | 14 avril 1949      | 1972          | 1975          | 3    | 0    |        |
| Ahmed Aït El Hocine       | Attaquant | 30 août 1957       | 1979          | 1982          | 8    | 2    |        |
| Abdelkader Aït Hamouda    | Attaquant | 4 septembre 1951   | 1972          | 1972          | 1    | 0    |        |
| Mohamed Aït Mouhoub       | Gardien   | 5 novembre 1952    | 1977          | 1983          | 4    | 0    |        |
| Mourad Aït Tahar          | Milieu    | 26 novembre 1969   | 1990          | 1990          | 1    | 0    |        |
| Malek Aït-Alia            | Défenseur | 15 août 1977       | 2003          | 2004          | 2    | 0    |        |
| Mohamed Saci Akacha       | Milieu    | 1er juin 1941      | 1963          | 1963          | 1    | 0    |        |
| Lahlali Akkak             | Défenseur | 16 juillet 1952    | 1972          | 1973          | 4    | 0    |        |
| Nasreddine Akli           | Milieu    | 10 mai 1953        | 1972          | 1973          | 6    | 6    |        |
| Redouane Akniouene        | Défenseur | 15 janvier 1981    | 2002          | 2002          | 3    | 0    |        |
| Miloud Akriche            | Défenseur | 18 décembre 1970   | 2000          | 2000          | 1    | 0    |        |
| Nassim Akrour             | Attaquant | 10 juillet 1974    | 2001          | 2004          | 18   | 6    |        |
| Abdelmalek Ali Messaoud   | Défenseur | 17 janvier 1955    | 1975          | 1978          | 32   | 1    | [ 4 ]  |
| Mohamed Ali Messaoud      | Attaquant | 15 septembre 1954  | 1974          | 1975          | 8    | 0    | [ 5 ]  |
| Ishak Ali Moussa          | Attaquant | 27 décembre 1970   | 1997          | 1998          | 5    | 0    |        |
| Abderrahmane Allane       | Gardien   | 23 mai 1970        | 1998          | 1998          | 2    | 0    |        |
| Fayçal Allouche           | Défenseur | 4 août 1960        | 1990          | 1990          | 1    | 0    |        |
| Djamel Amani              | Attaquant | 17 juin 1962       | 1986          | 1990          | 25   | 5    |        |
| Yacine Amaouche           | Attaquant | 11 septembre 1974  | 2002          | 2003          | 3    | 1    |        |
| Ahmed Amar                | Milieu    | 23 juin 1951       | 1971          | 1973          | 6    | 1    |        |
| Mokrane Amar              | Gardien   | 17 janvier 1940    | 1965          | 1968          | 4    | 0    |        |
| Sid Ali Amar              | Défenseur | 27 juillet 1944    | 1968          | 1970          | 3    | 0    |        |
| Mourad Amara              | Gardien   | 19 février 1959    | 1980          | 1982          | 6    | 0    |        |
| Saïd Amara                | Attaquant | 11 mars 1933       | 1963          | 1964          | 6    | 1    |        |
| Samir Amirèche            | Défenseur | 28 juin 1972       | 1998          | 1998          | 5    | 0    |        |
| Boualem Amirouche         | Attaquant | 1er octobre 1942   | 1966          | 1972          | 10   | 5    |        |
| Amar Ammour               | Milieu    | 10 septembre 1976  | 2003          | 2004          | 3    | 1    |        |
| Mohamed Said Amokrane     | Attaquant | 5 janvier 1957     | 1982          | 1982          | 4    | 0    |        |
| Rachid Amrane             | Attaquant | 15 mars 1974       | 1997          | 1997          | 3    | 0    |        |
| Chadli Amri               | Milieu    | 14 décembre 1984   | 2006          | 2010          | 10   | 0    |        |
| Salem Amri                | Attaquant | 28 janvier 1948    | 1973          | 1973          | 1    | 0    |        |
| Rezki Amrouche            | Défenseur | 10 novembre 1970   | 1992          | 2000          | 39   | 1    |        |
| Mohamed Amroune           | Attaquant | 25 mai 1983        | 2007          | 2007          | 1    | 0    |        |
| Zoubir Aouadj             | Attaquant | 14 décembre 1940   | 1965          | 1965          | 6    | 0    |        |
| Omar Aouar                | Milieu    | 1939               | 1964          | 1965          | 2    | 0    | [ 6 ]  |
| Mohamed Amine Aoudia      | Attaquant | 6 juin 1987        | 2010          | 2013          | 7    | 0    |        |
| Kamel Aouis               | Attaquant | 28 mai 1952        | 1978          | 1978          | 14   | 2    |        |
| Ahmed Arab                | Milieu    | 19 mars 1933       | 1963          | 1964          | 5    | 0    |        |
| Karim Aribi               | Attaquant | 24 juin 1994       | 2020          |               | 1    |      |        |
| Salim Aribi               | Défenseur | 16 décembre 1974   | 2002          | 2004          | 15   | 0    |        |
| Islam Arous               | Défenseur | 6 août 1996        | 2017          |               | 1    |      |        |
| Salim Arrache             | Milieu    | 14 juillet 1982    | 2004          | 2008          | 13   | 1    |        |
| Salah Assad               | Attaquant | 13 mars 1958       | 1977          | 1989          | 72   | 14   |        |
| Malek Asselah             | Gardien   | 8 juillet 1986     | 2017          |               | 3    |      |        |
| Ali Attoui                | Défenseur | 21 janvier 1942    | 1964          | 1971          | 29   | 0    |        |
| Ayoub Azzi                | Défenseur | 14 septembre 1989  | 2018          |               | 1    |      |        |
| Hocine Azzizene           | Attaquant | 21 août 1976       | 2002          | 2002          | 1    | 0    |        |

## B
- Haut – A
- B
- C
- D
- E
- F
- G
- H
- I
- J
- K
- L
- M
- N
- O
- P
- Q
- R
- S
- T
- U
- V
- W
- X
- Y
- Z

| Nom                        | Poste          | Date de naissance  | 1re sélection | Dernière sél. | Sél. | Buts | Source |
| -------------------------- | -------------- | ------------------ | ------------- | ------------- | ---- | ---- | ------ |
| Réda Babouche              | Défenseur      | 3 juillet 1979     | 2005          | 2010          | 2    | 0    |        |
| Zoubir Bachi               | Milieu         | 10 novembre 1950   | 1973          | 1974          | 5    | 0    |        |
| Mohamed Badache            | Attaquant      | 18 octobre 1976    | 2004          | 2004          | 3    | 0    | [ 7 ]  |
| Nacer Badache              | Milieu         | 6 octobre 1961     | 1984          | 1985          | 2    | 0    | [ 8 ]  |
| Fayçal Badji               | Meneur         | 15 février 1973    | 1996          | 2000          | 11   | 0    |        |
| Mokhtar Baghdous           | Milieu         | 18 décembre 1955   | 1977          | 1977          | 1    | 0    |        |
| Mohamed Lamine Baghloul    | Gardien        | 10 février 1955    | 1983          | 1983          | 7    | 0    |        |
| Lyes Bahbouh               | Milieu         | 6 février 1957     | 1979          | 1979          | 2    | 0    |        |
| Mokrane Baïleche           |                | 16 juin 1955       | 1977          | 1977          | 2    | 2    |        |
| Karim Bakhti               |                | 11 octobre 1969    | 1994          | 1996          | 6    | 0    |        |
| Salah Bakour               | Milieu         | 15 avril 1982      | 2004          | 2004          | 1    | 0    |        |
| Aziz Bar                   |                | 28 mai 1975        | 1998          | 1998          | 1    | 0    |        |
| Rachid Baris               | Milieu         | 22 mars 1952       | 1978          | 1978          | 5    | 0    |        |
| Mourad Barkat              |                | 20 juin 1950       | 1971          | 1973          | 9    | 0    |        |
| Abdennour Baya             |                | 26 mars 1958       | 1980          | 1980          | 1    | 0    |        |
| Abdelkader Benahmed        | Attaquant      | 2 octobre 1951     | 1978          | 1978          | 2    | 1    |        |
| Lahouari Beddiar           | Défenseur      | 29 mars 1936       | 1965          | 1965          | 1    | 0    |        |
| Abdelhafid Bellabès        | Défenseur      | 1er novembre 1959  | 1983          | 1983          | 1    | 0    |        |
| Saïd Belachia              |                | 15 novembre 1959   | 1984          | 1985          | 3    | 0    |        |
| Belkaïd Belahouel          |                | 6 novembre 1949    | 1971          | 1971          | 2    | 0    |        |
| Youcef Belaïli             | Attaquant      | 14 mars 1992       | 2015          | 2015          | 2    | 0    |        |
| Omar Belatoui              | Défenseur      | 6 avril 1969       | 1989          | 1995          | 40   | 1    |        |
| Mohamed Belbahri           |                | 7 mars 1953        | 1973          | 1976          | 8    | 1    |        |
| Boubekeur Belbekri         |                | 7 janvier 1942     | 1963          | 1968          | 5    | 0    |        |
| Omar Belbey                | Milieu         | 7 octobre 1973     | 2000          | 2002          | 20   | 0    |        |
| Ishak Belfodil             | Attaquant      | 12 janvier 1992    | 2013          | 2015          | 14   | 2    |        |
| Abderrazak Belgherbi       | Défenseur      | 29 octobre 196     | 1986          | 1989          | 19   | 0    |        |
| Mohamed Belgherbi          |                | 24 décembre 1972   | 2002          | 2002          | 3    | 0    |        |
| Mourad Belhadj             | Ailier Gauche  | 2 mai 1964         | 1986          | 1986          | 2    | 0    |        |
| Nadir Belhadj              | Défenseur      | 18 juin 1982       | 2004          | 2011          | 56   | 4    |        |
| Laïd Belhamel              |                | 12 novembre 1977   | 2003          | 2003          | 3    | 0    |        |
| Ammar Belhani              | Gardien        | 27 octobre 1971    | 2000          | 2001          | 2    | 0    |        |
| Farouk Belkaïd             | Milieu         | 14 novembre 1977   | 2000          | 2005          | 20   | 1    |        |
| Hamid Belkaïm              |                | 29 septembre 1941  | 1972          | 1972          | 2    | 0    | [ 9 ]  |
| Essaïd Belkalem            | Défenseur      | 1er janvier 1989   | 2012          | 2014          | 19   | 1    |        |
| Hichem Belkaroui           | Défenseur      | 24 août 1990       | 2015          |               | 6    | 0    |        |
| Sid Ahmed Belkedrouci      | Milieu         | 20 décembre 1950   | 1974          | 1978          | 19   | 6    |        |
| Houari Belkhetouat         |                | 30 juin 1965       | 1986          | 1991          | 10   | 0    |        |
| Mohamed Belkheïra          | Défenseur      | 4 novembre 1957    | 1982          | 1984          | 11   | 0    |        |
| Habib Bellaïd              | Défenseur      | 28 mars 1986       | 2010          | 2010          | 1    | 0    |        |
| Hassan Bellal              |                | 4 novembre 1964    | 1987          | 1987          | 1    | 0    | [ 10 ] |
| Messaoud Belloucif         |                | 26 février 1943    | 1964          | 1968          | 20   | 0    | [ 11 ] |
| Lakhdar Belloumi           | Meneur de jeu  | 29 décembre 1958   | 1978          | 1989          | 100  | 27   |        |
| Hamza Bellouti             |                | 11 mai 1968        | 1996          | 1998          | 3    | 0    |        |
| Djamel Belmadi             | Milieu         | 25 mars 1976       | 2000          | 2004          | 20   | 5    |        |
| Farid Belmellat            | Gardien        | 8 octobre 1970     | 2003          | 2003          | 1    | 0    |        |
| Samir Beloufa              | Défenseur      | 27 août 1979       | 2004          | 2006          | 9    | 0    |        |
| Mohamed Benabou            | Attaquant      | 1er janvier 1963   | 1988          | 1989          | 16   | 3    |        |
| Abdesslam Benabdellah      | Gardien        | 12 janvier 1964    | 1997          | 2000          | 17   | 0    |        |
| Hamid Benabid              |                | 14 décembre 1948   | 1969          | 1969          | 1    | 0    |        |
| Ameur Benali               | Milieu         | 28 juillet 1970    | 1990          | 1997          | 2    | 0    |        |
| Sid-Ahmed Benamara         |                | 7 septembre 1973   | 1996          | 1998          | 19   | 1    |        |
| Ali Benarbia               | Milieu         | 8 octobre 1968     | 2000          | 2001          | 8    | 0    |        |
| Abdelmadjid Benattia       | Milieu         | 12 décembre 1984   | 2005          | 2006          | 2    | 0    |        |
| Rabie Benchergui           | Attaquant      | 14 mars 1977       | 2003          | 2003          | 2    | 0    |        |
| Ali Bencheikh              | Milieu         | 9 janvier 1955     | 1976          | 1985          | 47   | 6    |        |
| Lounès Bendehmane          | Milieu         | 3 avril 1977       | 2001          | 2003          | 6    | 0    |        |
| Ali Bendebka               | Milieu         | 13 septembre 1976  | 1999          | 2003          | 3    | 0    |        |
| Sofiane Bendebka           | Milieu         | 9 août 1992        | 2016          |               | 1    | 0    |        |
| Othmane Bendida            |                | 1er mars 1943      | 1965          | 1966          | 3    | 0    |        |
| Abderrahim Bendjaballah    |                | 13 avril 1965      | 1990          | 1990          | 1    | 0    |        |
| Derradji Bendjaballah      |                | 6 mars 1958        | 1978          | 1983          | 3    | 0    |        |
| Tahar Benferhat            |                | 23 mars 1944       | 1968          | 1974          | 34   | 1    |        |
| Abdelkader Fréha           | Attaquant      | 28 octobre 1942    | 1969          | 1971          | 3    | 1    |        |
| Farid Bengana              |                | 14 juillet 1963    | 1983          | 1983          | 1    | 0    |        |
| Ali Benhalima              | Défenseur      | 21 avril 1962      | 1986          | 1992          | 28   | 1    |        |
| Salaheddine Benhamadi      |                | 10 octobre 1963    | 1991          | 1991          | 2    | 0    |        |
| Abdelaziz Benhamlat        | Arrière Gauche | 22 mars 1974       | 1993          | 2000          | 27   | 0    |        |
| Mohamed Benhamou           | Gardien        | 17 décembre 1979   | 2004          | 2004          | 7    | 0    |        |
| Mohammed Habib Benkada     | Avant-centre   | 5 août 1950        | 1975          | 1976          | 8    | 0    | [ 12 ] |
| Fawzi Benkhalidi           | Attaquant      | 3 février 1963     | 1984          | 1986          | 11   | 2    |        |
| Alim Ben Mabrouk           | Milieu         | 25 juin 1960       | 1986          | 1986          | 3    | 0    |        |
| Khelifa Benmessaoud        | Milieu         | 23 septembre 1951  | 1973          | 1973          | 6    | 2    |        |
| Benbella Benmiloud         | Gardien        | 4 décembre 1958    | 1988          | 1988          | 3    | 0    |        |
| Hocine Benmiloudi          | Attaquant      | 31 janvier 1955    | 1979          | 1980          | 6    | 1    |        |
| Habib Benmimoun            |                | 11 avril 1957      | 1987          | 1987          | 1    | 0    |        |
| Mokhtar Benmoussa          | Défenseur      | 11 août 1986       | 2012          | 2012          | 2    | 0    |        |
| Karim Benounes             |                | 9 février 1984     | 2003          | 2003          | 1    | 0    |        |
| Saïd Benrahma              | Attaquant      | 10 août 1995       | 2015          |               | 1    | 0    |        |
| Mohsen Bensahnoun          |                | 13 janvier 1973    | 2000          | 2000          | 3    | 0    | [ 13 ] |
| Adlane Bensaïd             |                | 3 novembre 1981    | 2003          | 2004          | 4    | 0    |        |
| Tedj Bensaoula             | Attaquant      | 1er décembre 1954  | 1979          | 1986          | 52   | 19   |        |
| Madani Bentahar            |                | 1er août 1941      | 1964          | 1968          | 3    | 1    |        |
| Liassine Cadamuro-Bentaïba | Défenseur      | 5 mars 1988        | 2012          | 2013          | 9    | 1    |        |
| Yacine Bentalaa            | Gardien        | 24 septembre 1955  | 1980          | 1981          | 8    | 0    |        |
| Nabil Bentaleb             | Milieu         | 24 novembre 1994   | 2014          |               | 19   | 3    |        |
| Chawki Bentayeb            |                | 1er mai 1962       | 1985          | 1988          | 6    | 2    |        |
| El Hadi Benturki           |                | 3 septembre 1948   | 1969          | 1969          | 4    | 0    |        |
| Mustapha Benyahia          |                | 21 mai 1948        | 1972          | 1972          | 2    | 0    |        |
| Karim Benyamina            | Attaquant      | 12 décembre 1981   | 2010          | 2011          | 2    | 0    |        |
| Cheikh Benzerga            |                | 18 novembre 1972   | 1995          | 1998          | 16   | 1    |        |
| Yassine Benzia             | Attaquant      | 8 septembre 1994   | 2016          |               | 2    | 1    |        |
| Abdelkrim Berkani          |                | 2 mars 1948        | 1968          | 1968          | 1    | 0    | [ 14 ] |
| Kamel Beroudji             | Attaquant      | 9 septembre 1945   | 1965          | 1969          | 13   | 0    | [ 15 ] |
| Omar Betrouni              | Attaquant      | 9 janvier 1949     | 1968          | 1978          | 59   | 7    |        |
| Tarek Bettadj              |                | 8 avril 1968       | 1990          | 1997          | 20   | 0    |        |
| Yacine Bezzaz              | Milieu         | 10 août 1981       | 2001          | 2013          | 23   | 2    |        |
| Kamel Bouacida             | Défenseur      | 6 août 1976        | 2000          | 2003          | 5    | 0    |        |
| Ali Bouafia                | Milieu         | 5 août 1964        | 1988          | 1992          | 7    | 0    |        |
| Hocine Bouaicha            |                | 1er octobre 1973   | 2000          | 2001          | 8    | 0    |        |
| Djamel Bouaïchaoui         |                | 29 septembre 1952  | 1974          | 1974          | 1    | 0    |        |
| Hameur Bouazza             | Ailier gauche  | 2 février 1985     | 2007          | 2013          | 22   | 3    |        |
| Abderrahmane Boubekeur     | Gardien        | 8 mars 1932        | 1963          | 1964          | 8    | 0    |        |
| Hocine Bouchache           | Attaquant      | 8 mai 1939         | 1963          | 1963          | 3    | 0    |        |
| Redha Bouchefra            | Attaquant      | 6 décembre 1961    | 1989          | 1989          | 1    | 0    | [ 16 ] |
| Abdelghani Boudahouche     |                | 20 mai 1979        | 2000          | 2001          | 4    | 0    |        |
| Brahim Boudebouda          | Arrière gauche | 28 août 1990       | 2015          |               | 1    | 0    |        |
| Ryad Boudebouz             | Milieu         | 19 février 1990    | 2010          |               | 22   | 1    |        |
| Lahmadi Bouden             | Défenseur      | 4 décembre 1938    | 1963          | 1968          | 8    | 0    | [ 17 ] |
| Anwar Boudjakdji           | Défenseur      | 1er septembre 1976 | 2000          | 2003          | 12   | 0    |        |
| Djamel Boudjelti           | Gardien        | 3 mars 1960        | 1989          | 1991          | 4    | 0    |        |
| Djamel Bougandoura         |                | 25 janvier 1973    | 2000          | 2002          | 2    | 0    |        |
| Madjid Bougherra           | Défenseur      | 7 octobre 1982     | 2004          | 2015          | 70   | 4    |        |
| Liamine Boughrara          | Gardien        | 1er décembre 1971  | 2000          | 2001          | 7    | 0    |        |
| Hadj Bouguèche             | Attaquant      | 7 décembre 1983    | 2004          | 2007          | 3    | 0    |        |
| Fouad Bouguerra            | Attaquant      | 7 mai 1981         | 2006          | 2007          | 2    | 0    |        |
| Mohamed Bouhizeb           | Attaquant      | 27 mai 1942        | 1963          | 1966          | 2    | 0    |        |
| Nasser Bouiche             | Milieu         | 8 avril 1960       | 1981          | 1986          | 31   | 6    |        |
| Naçer Bouiche              | Attaquant      | 16 mai 1963        | 1986          | 1992          | 16   | 3    |        |
| Farid Boukadoum            | Attaquant      | 14 avril 1954      | 1979          | 1979          | 4    | 0    |        |
| Mustapha Boukar            | Meneur         | 24 avril 1964      | 1985          | 1988          | 8    | 2    |        |
| Kouider Boukessassa        |                | 30 mai 1974        | 1996          | 2001          | 14   | 3    |        |
| Lakhdar Boukhari           |                | 13 avril 1964      | 1986          | 1986          | 2    | 0    |        |
| Ali Boulebda               | Attaquant      | 21 août 1980       | 2000          | 2006          | 3    | 0    |        |
| Hamza Boulemdaïs           | Attaquant      | 22 novembre 1982   | 2012          | 2012          | 1    | 0    |        |
| Chérif Boulfoul            |                | 19 février 1945    | 1967          | 1967          | 2    | 0    | [ 18 ] |
| Hocine Boumaraf            |                | 3 juin 1954        | 1976          | 1976          | 2    | 0    |        |
| Noureddine Bounâas         |                | 18 octobre 1965    | 1989          | 1991          | 10   | 1    |        |
| Baghdad Bounedjah          | Attaquant      | 30 novembre 1991   | 2014          |               | 5    | 0    |        |
| Nassim Bounekdja           |                | 23 octobre 1976    | 1998          | 2002          | 8    | 0    |        |
| Salah Bounour              |                | 20 février 1951    | 1971          | 1971          | 1    | 0    |        |
| Issaad Bourahli            | Avant-centre   | 20 mars 1974       | 2000          | 2005          | 15   | 4    |        |
| Abdelhamid Bouras          |                | 25 juin 1959       | 1983          | 1984          | 9    | 0    | [ 19 ] |
| Brahim Bourras             | Attaquant      | 13 août 1939       | 1964          | 1964          | 1    | 0    |        |
| Abdelmajid Bourebbou       | Attaquant      | 16 mars 1951       | 1982          | 1982          | 3    | 0    |        |
| Amar Bourouba              | Attaquant      | 23 mars 1941       | 1964          | 1969          | 19   | 1    |        |
| Abdesslem Bousri           | Avant-centre   | 28 janvier 1953    | 1977          | 1983          | 7    | 1    |        |
| Mbarek Boussadia           |                | 29 janvier 1949    | 1972          | 1972          | 1    | 0    |        |
| Mansour Boutabout          | Attaquant      | 14 avril 1979      | 2003          | 2008          | 22   | 6    |        |
| Saïd Boutaleb              | Attaquant      | 19 décembre 1968   | 1993          | 1993          | 2    | 0    |        |
| Salim Boutamine            | Attaquant      | 3 avril 1962       | 1986          | 1986          | 2    | 1    |        |
| Lakhdar Bouyahi            | Attaquant      | 21 janvier 1946    | 1967          | 1968          | 6    | 1    |        |
| Farid Bouzar               |                | 14 octobre 1959    | 1985          | 1985          | 1    | 0    |        |
| Ismaël Bouzid              | Défenseur      | 21 juillet 1983    | 2007          | 2012          | 13   | 0    |        |
| Mohamed Bradja             | Défenseur      | 16 janvier 1969    | 2001          | 2002          | 6    | 0    |        |
| Fadel Brahami              | Milieu         | 27 juin 1978       | 2003          | 2006          | 15   | 0    |        |
| Mohamed Brahimi            | Attaquant      | 20 janvier 1970    | 1993          | 1997          | 8    | 4    |        |
| Yacine Brahimi             | Milieu         | 8 février 1990     | 2013          |               | 28   | 7    |        |
| Mohamed Braik              | Attaquant      | 12 juin 1947       | 1971          | 1973          | 5    | 1    | [ 20 ] |
| Karim Bridji               | Milieu         | 16 août 1981       | 2006          | 2006          | 1    | 0    |        |

## C
- Haut – A
- B
- C
- D
- E
- F
- G
- H
- I
- J
- K
- L
- M
- N
- O
- P
- Q
- R
- S
- T
- U
- V
- W
- X
- Y
- Z

| Nom                      | Poste     | Date de naissance | 1re sélection | Dernière sél. | Sél. | Buts | Source |
| ------------------------ | --------- | ----------------- | ------------- | ------------- | ---- | ---- | ------ |
| Mehdi Cerbah             | Gardien   | 3 janvier 1953    | 1975          | 1986          | 63   | 0    |        |
| Farouk Chafaï            | Défenseur | 23 juin 1990      | 2015          | 2015          | 1    | 0    |        |
| Lahouari Chaïb           |           | 14 janvier 1952   | 1974          | 1975          | 3    | 0    | [ 21 ] |
| Mohamed Chaïb            | Défenseur | 20 mai 1957       | 1979          | 1988          | 44   | 0    | [ 22 ] |
| Djamel Chaïbi            |           | 24 avril 1960     | 1981          | 1981          | 1    | 0    | [ 23 ] |
| Kamel Chalabi            |           | 24 avril 1947     | 1969          | 1970          | 3    | 0    |        |
| Mohamed Chalali          | Attaquant | 4 avril 1989      | 2012          | 2012          | 1    | 0    |        |
| Abdelkader Chaouch       |           | 4 avril 1954      | 1975          | 1976          | 3    | 0    | [ 24 ] |
| Faouzi Chaouchi          | Gardien   | 5 décembre 1984   | 2008          | 2010          | 11   | 0    |        |
| Djamel Chater            |           | 6 août 1964       | 1986          | 1988          | 2    | 0    | [ 25 ] |
| Fathi Chebel             | Milieu    | 19 août 1956      | 1981          | 1982          | 2    | 0    |        |
| Ahmed Chedba             |           | 21 octobre 1971   | 1996          | 1996          | 2    | 0    |        |
| Hadj Ammar Chemaâ        |           | 30 juillet 1961   | 1986          | 1986          | 1    | 0    |        |
| Ibrahim Chenihi          | Milieu    | 24 janvier 1990   | 2015          |               | 3    | 0    |        |
| Mokhtar Chergui          |           | 29 août 1954      | 1977          | 1977          | 1    | 0    |        |
| Tahar Cherif El Ouazzani | Milieu    | 7 octobre 1966    | 1984          | 1996          | 64   | 1    |        |
| Abdelmalek Cherrad       | Attaquant | 14 janvier 1981   | 2003          | 2007          | 17   | 7    |        |
| Kamar Cherrad            | Attaquant | 8 mai 1974        | 2000          | 2000          | 2    | 0    |        |

## D
- Haut – A
- B
- C
- D
- E
- F
- G
- H
- I
- J
- K
- L
- M
- N
- O
- P
- Q
- R
- S
- T
- U
- V
- W
- X
- Y
- Z

| Nom                  | Poste             | Date de naissance | 1re sélection | Dernière sél. | Sél. | Buts | Source |
| -------------------- | ----------------- | ----------------- | ------------- | ------------- | ---- | ---- | ------ |
| Ali Dahleb           | Milieu de terrain | 25 août 1969      | 1992          | 1999          | 41   | 2    |        |
| Mustapha Dahleb      | Milieu offensif   | 8 février 1952    | 1971          | 1983          | 19   | 2    |        |
| Abderrezak Dahmani   |                   | 23 février 1964   | 1987          | 1996          | 4    | 1    |        |
| Mohamed Dahmani      | Défenseur         | 7 août 1952       | 1981          | 1981          | 1    | 0    | [ 26 ] |
| Rachid Dali          |                   | 30 décembre 1947  | 1969          | 1975          | 20   | 9    |        |
| Bouabdellah Daoud    |                   | 15 février 1978   | 2002          | 2006          | 19   | 0    |        |
| Sofiane Daoud        |                   | 8 janvier 1975    | 2004          | 2005          | 7    | 1    |        |
| Rachid Debbah        |                   | 20 mars 1948      | 1969          | 1970          | 4    | 0    |        |
| Dahmane Defnoun      | Défenseur         | 17 août 1934      | 1963          | 1965          | 7    | 0    |        |
| Noureddine Deham     | Avant centre      | 15 novembre 1977  | 2006          | 2007          | 11   | 2    |        |
| Aïmen Demai          |                   | 10 décembre 1982  | 2003          | 2003          | 1    | 0    |        |
| Abderrahmane Derouaz | Défenseur central | 12 décembre 1955  | 1979          | 1980          | 6    | 0    |        |
| Isaad Dhomar         |                   | 27 juillet 1933   | 1963          | 1963          | 1    | 0    | [ 27 ] |
| Smaïl Diss           | Défenseur central | 2 décembre 1976   | 2001          | 2006          | 9    | 0    |        |
| Fares Djabelkhir     | Attaquant         | 12 octobre 1975   | 2000          | 2001          | 6    | 2    |        |
| Abdelmoumene Djabou  | Milieu offensif   | 31 janvier 1987   | 2010          |               | 12   | 3    |        |
| Abdelghani Djabri    |                   | 31 mai 1973       | 1999          | 1999          | 1    | 0    | [ 28 ] |
| Abdelghani Djadaoui  |                   | 27 juin 1947      | 1973          | 1982          | 3    | 0    |        |
| Kamel Djahmoune      | Milieu de terrain | 16 juin 1961      | 1986          | 1988          | 10   | 1    |        |
| Farid Djahnine       | Milieu de terrain | 16 août 1976      | 1999          | 1999          | 1    | 0    |        |
| Abderrazak Djahnit   |                   | 2 janvier 1968    | 1989          | 1991          | 7    | 1    |        |
| Moustapha Djallit    | Attaquant         | 21 septembre 1983 | 2012          | 2012          | 1    | 0    |        |
| Mohamed Djalti       |                   | 10 août 1970      | 1997          | 1997          | 1    | 0    |        |
| Rachid Djebaili      | Attaquant         | 26 avril 1975     | 2001          | 2001          | 3    | 0    |        |
| Salah Djebaïli       |                   | 30 décembre 1937  | 1964          | 1964          | 1    | 0    |        |
| Abdellah Djebbar     |                   | 6 avril 1952      | 1972          | 1974          | 12   | 2    | [ 29 ] |
| Rafik Djebbour       | Attaquant         | 8 mars 1984       | 2006          | 2014          | 33   | 5    |        |
| Lamouri Djediat      | Milieu de terrain | 20 janvier 1981   | 2006          | 2009          | 10   | 0    |        |
| Djelloul Djelly      |                   | 3 novembre 1947   | 1972          | 1973          | 5    | 0    |        |
| Hacène Djemaâ        |                   | 6 novembre 1942   | 1966          | 1968          | 10   | 1    |        |
| Rabah Djennadi       |                   | 3 juin 1959       | 1981          | 1982          | 6    | 0    |        |
| Fodil Dob            | Attaquant         | 22 octobre 1975   | 1997          | 2000          | 6    | 1    |        |
| Mounir Dob           | Attaquant         | 1er février 1974  | 1998          | 1998          | 2    | 1    |        |
| Rabah Doghmani       |                   | 5 octobre 1975    | 2001          | 2001          | 4    | 0    |        |
| Bachir Douadi        |                   | 12 novembre 1953  | 1976          | 1979          | 16   | 4    |        |
| Azzedine Doukha      | Gardien de but    | 5 août 1986       | 2011          |               | 11   | 0    |        |
| Aissa Draoui         | Ailier            | 30 janvier 1950   | 1973          | 1977          | 21   | 7    |        |
| Nacerdine Drid       | Gardien de but    | 22 janvier 1957   | 1982          | 1988          | 45   | 0    |        |
| Noureddine Drioueche | Défenseur         | 27 octobre 1973   | 2000          | 2003          | 13   | 0    |        |
| Billel Dziri         | Milieu de terrain | 21 janvier 1972   | 1992          | 2005          | 90   | 11   |        |

## E
- Haut – A
- B
- C
- D
- E
- F
- G
- H
- I
- J
- K
- L
- M
- N
- O
- P
- Q
- R
- S
- T
- U
- V
- W
- X
- Y
- Z

| Nom                 | Poste     | Date de naissance | 1re sélection | Dernière sél. | Sél. | Buts | Source |
| ------------------- | --------- | ----------------- | ------------- | ------------- | ---- | ---- | ------ |
| Adel El-Hadi        | Attaquant | 18 janvier 1980   | 2000          | 2005          | 5    | 0    |        |
| Hocine El Orfi      | Milieu    | 27 janvier 1987   | 2013          | 2013          | 1    | 0    |        |
| Abdelouahab Essalhi | Attaquant | 24 mars 1943      | 1965          | 1967          | 7    | 0    |        |

## F
- Haut – A
- B
- C
- D
- E
- F
- G
- H
- I
- J
- K
- L
- M
- N
- O
- P
- Q
- R
- S
- T
- U
- V
- W
- X
- Y
- Z

| Nom                 | Poste        | Date de naissance | 1re sélection | Dernière sél. | Sél. | Buts | Source |
| ------------------- | ------------ | ----------------- | ------------- | ------------- | ---- | ---- | ------ |
| Sofiane Feghouli    | Ailier droit | 26 décembre 1989  | 2012          |               | 40   | 11   |        |
| Farès Fellahi       | Attaquant    | 13 mai 1975       | 2003          | 2004          | 8    | 2    |        |
| Abdelhafid Fendi    | Milieu       | 29 mai 1951       | 1971          | 1974          | 19   | 4    |        |
| Hocine Fenier       | Attaquant    | 5 mars 1983       | 2005          | 2005          | 1    | 0    |        |
| Salim Fennazi       |              | 1er octobre 1969  | 1993          | 1997          | 9    | 0    | [ 30 ] |
| Ali Fergani         | Milieu       | 21 septembre 1952 | 1973          | 1986          | 72   | 5    |        |
| Kader Ferhaoui      | Milieu       | 29 mars 1965      | 1988          | 1994          | 12   | 1    |        |
| Zinedine Ferhat     | Milieu       | 1er mars 1993     | 2014          | 2014          | 1    | 0    |        |
| Mourad Fodili       | Milieu       | 4 septembre 1975  | 2003          | 2003          | 1    | 0    |        |
| Moulay Tayeb Foussi |              | 7 février 1967    | 1989          | 1989          | 1    | 0    |        |
| Abdelkader Fréha    | Attaquant    | 28 octobre 1942   | 1965          | 1971          | 9    | 4    |        |

## G
- Haut – A
- B
- C
- D
- E
- F
- G
- H
- I
- J
- K
- L
- M
- N
- O
- P
- Q
- R
- S
- T
- U
- V
- W
- X
- Y
- Z

| Nom                  | Poste          | Date de naissance | 1re sélection | Dernière sél. | Sél. | Buts | Source |
| -------------------- | -------------- | ----------------- | ------------- | ------------- | ---- | ---- | ------ |
| Nacer Gaid           |                | 9 novembre 1970   | 1998          | 1998          | 1    | 0    |        |
| Samir Galoul         | Défenseur      | 18 octobre 1976   | 2000          | 2003          | 3    | 0    |        |
| Rabah Gamouh         | Attaquant      | 21 octobre 1952   | 1971          | 1981          | 30   | 9    |        |
| Lounès Gaouaoui      | Gardien        | 28 septembre 1977 | 2001          | 2010          | 48   | 0    |        |
| Ahmed Gasmi          | Attaquant      | 22 novembre 1984  | 2012          | 2012          | 1    | 0    |        |
| Nabil Gasmi          |                | 4 décembre 1952   | 1976          | 1977          | 6    | 0    |        |
| Abdelkader Ghalem    | Gardien        | 27 avril 1938     | 1964          | 1967          | 10   | 0    |        |
| Salah Ghanem         |                | 3 janvier 1943    | 1971          | 1971          | 1    | 0    | [ 31 ] |
| Farid Ghazi          | Attaquant      | 16 mars 1974      | 1999          | 2002          | 22   | 3    |        |
| Karim Ghazi          | Milieu         | 6 janvier 1979    | 2002          | 2005          | 16   | 0    |        |
| Abdelkader Ghezzal   | Attaquant      | 5 décembre 1984   | 2008          | 2012          | 28   | 3    |        |
| Rachid Ghezzal       | Milieu         | 9 mai 1992        | 2015          |               | 6    | 1    |        |
| Kamel Ghilas         | Attaquant      | 9 mars 1984       | 2007          | 2012          | 19   | 3    |        |
| Nabil Ghilas         | Attaquant      | 20 avril 1990     | 2013          | 2014          | 8    | 2    |        |
| Tarek Ghoul          | Défenseur      | 6 janvier 1975    | 1995          | 2001          | 12   | 0    |        |
| Hassen Ghoula        |                | 9 décembre 1968   | 1995          | 1999          | 14   | 0    |        |
| Faouzi Ghoulam       | Arrière gauche | 1er février 1991  | 2013          |               | 26   | 5    |        |
| Mohamed Ouamar Ghrib | Milieu         | 24 janvier 1960   | 1980          | 1981          | 9    | 0    | [ 32 ] |
| Mohamed Griche       |                | 22 février 1952   | 1972          | 1977          | 14   | 3    |        |
| Abdelaziz Guechir    |                | 6 avril 1968      | 1995          | 1996          | 9    | 3    |        |
| Adlène Guedioura     | Milieu         | 12 novembre 1985  | 2010          |               | 33   | 2    |        |
| Nacer Guedioura      |                | 4 novembre 1954   | 1973          | 1975          | 4    | 2    |        |
| Redouane Guemri      |                | 8 janvier 1953    | 1976          | 1982          | 17   | 3    |        |
| Mahmoud Guendouz     | Défenseur      | 24 février 1953   | 1977          | 1986          | 76   | 6    |        |
| Abdallah Guenoun     |                | 16 décembre 1955  | 1977          | 1977          | 1    | 0    |        |
| Ahmed Guerrache      |                | 13 juillet 1936   | 1964          | 1964          | 1    | 0    |        |
| Chérif Guettai       |                | 16 janvier 1961   | 1989          | 1989          | 3    | 0    |        |

## H
- Haut – A
- B
- C
- D
- E
- F
- G
- H
- I
- J
- K
- L
- M
- N
- O
- P
- Q
- R
- S
- T
- U
- V
- W
- X
- Y
- Z

| Nom                    | Poste   | Date de naissance  | 1re sélection | Dernière sél. | Sél. | Buts | Source |
| ---------------------- | ------- | ------------------ | ------------- | ------------- | ---- | ---- | ------ |
| Kamel Habri            |         | 5 mars 1976        | 1997          | 1998          | 12   | 0    |        |
| Abderrahmane Hachoud   |         | 2 juillet 1988     | 2011          | 2015          | 4    | 0    |        |
| Noureddine Hachouf     |         | 10 mai 1940        | 1965          | 1968          | 17   | 7    |        |
| Mohamed Haddi          |         | 17 février 1943    | 1968          | 1968          | 1    | 0    |        |
| Moulay Haddou          |         | 14 juin 1975       | 1998          | 2004          | 48   | 2    |        |
| Miloud Hadefi          |         | 12 mars 1949       | 1968          | 1979          | 50   | 1    |        |
| Lazhar Hadj Aissa      |         | 23 mars 1984       | 2005          | 2011          | 8    | 0    |        |
| Tarek Hadj Adlane      |         | 11 décembre 1965   | 1988          | 1995          | 23   | 3    |        |
| Fodil Hadjadj          |         | 14 avril 1983      | 2003          | 2007          | 10   | 0    |        |
| Samir Hadjaoui         |         | 16 février 1979    | 2007          | 2007          | 3    | 0    |        |
| Dahmane Haffaf         |         | 11 septembre 1958  | 1989          | 1989          | 1    | 0    |        |
| Rafik Halliche         |         | 2 septembre 1986   | 2008          | 2015          | 38   | 3    |        |
| Fayçal Hamdani         |         | 13 juillet 1970    | 1991          | 1999          | 28   | 0    |        |
| Mohamed Hamdoud        |         | 9 juin 1976        | 1999          | 2006          | 5    | 0    |        |
| Omar Hamenad           |         | 7 février 1969     | 1994          | 1998          | 24   | 0    |        |
| Cheikh Hamidi          |         | 6 avril 1983       | 2008          | 2008          | 1    | 0    |        |
| Saïd Hamimi            |         | 7 mai 1960         | 1985          | 1985          | 2    | 0    |        |
| Noureddine Hamiti      |         | 19 décembre 1942   | 1967          | 1970          | 6    | 0    |        |
| Nassim Hamlaoui        |         | 25 février 1981    | 2004          | 2004          | 1    | 0    |        |
| Mohamed Hammiche       |         | 3 avril 1955       | 1978          | 1978          | 1    | 0    |        |
| Saïd Hamrani           |         | 26 février 1962    | 1988          | 1988          | 4    | 1    |        |
| Salah Hanchi           |         | 27 juillet 1946    | 1972          | 1974          | 4    | 0    |        |
| Mohamed Haniched       | Gardien | 30 avril 1968      | 1993          | 1997          | 19   | 0    | [ 33 ] |
| Sofiane Hanitser       |         | 20 octobre 1984    | 2006          | 2006          | 1    | 0    |        |
| Mohand Chérif Hannachi |         | 2 avril 1950       | 1972          | 1972          | 3    | 1    |        |
| Sofiane Hanni          |         | 29 décembre 1990   | 2016          |               | 1    | 0    |        |
| Youssef Haraouï        |         | 12 mai 1965        | 1990          | 1992          | 6    | 2    |        |
| Abderrazak Harb        |         | 13 mars 1950       | 1976          | 1979          | 14   | 0    |        |
| Salem Harchèche        |         | 24 juillet 1972    | 1996          | 2001          | 18   | 0    |        |
| Fethi Harek            |         | 21 octobre 1982    | 2008          | 2008          | 1    | 0    |        |
| Rachid Harkouk         |         | 19 mai 1956        | 1985          | 1986          | 5    | 0    |        |
| Nabil Hemani           |         | 1er septembre 1979 | 2008          | 2008          | 5    | 0    |        |
| Brahim Hemdani         |         | 15 mars 1978       | 2008          | 2008          | 2    | 0    |        |
| Mohamed Henkouche      |         | 20 février 1948    | 1969          | 1970          | 3    | 0    |        |
| Yacine Hima            |         | 25 mars 1984       | 2006          | 2006          | 2    | 0    |        |
| Abdelkader Horr        |         | 10 novembre 1953   | 1978          | 1982          | 35   | 2    |        |
| Larbi Hosni            |         | 11 février 1981    | 2007          | 2007          | 3    | 0    |        |
| Habi Hasni             |         |                    | 1968          | 1968          | 1    | 0    | [ 34 ] |

## I
- Haut – A
- B
- C
- D
- E
- F
- G
- H
- I
- J
- K
- L
- M
- N
- O
- P
- Q
- R
- S
- T
- U
- V
- W
- X
- Y
- Z

| Nom               | Poste          | Date de naissance | 1re sélection | Dernière sél. | Sél. | Buts | Source |
| ----------------- | -------------- | ----------------- | ------------- | ------------- | ---- | ---- | ------ |
| Mouloud Iboud     | Défenseur      | 27 février 1953   | 1974          | 1974          | 1    | 0    |        |
| Mohamed Idirem    | Milieu         | 20 mars 1967      | 1992          | 1993          | 9    | 0    |        |
| Meziane Ighil     | Arrière gauche | 12 janvier 1954   | 1973          | 1982          | 17   | 2    |        |
| Abdelkader Ighili | Milieu         | 15 avril 1953     | 1975          | 1978          | 29   | 6    |        |

## J
- Haut – A
- B
- C
- D
- E
- F
- G
- H
- I
- J
- K
- L
- M
- N
- O
- P
- Q
- R
- S
- T
- U
- V
- W
- X
- Y
- Z

| Nom           | Poste  | Date de naissance | 1re sélection | Dernière sél. | Sél. | Buts | Source |
| ------------- | ------ | ----------------- | ------------- | ------------- | ---- | ---- | ------ |
| Djamel Jefjef | Milieu | 30 janvier 1961   | 1982          | 1986          | 27   | 3    |        |

## K
- Haut – A
- B
- C
- D
- E
- F
- G
- H
- I
- J
- K
- L
- M
- N
- O
- P
- Q
- R
- S
- T
- U
- V
- W
- X
- Y
- Z

| Nom                  | Poste     | Date de naissance | 1re sélection | Dernière sél. | Sél. | Buts | Source |
| -------------------- | --------- | ----------------- | ------------- | ------------- | ---- | ---- | ------ |
| Mahi Khennane        | Attaquant |                   | 1963 - 1964   | 3             | 1    |      |        |
| Amar Kabrane         | Milieu    | 22 mars 1964      | 1986          | 1988          | 8    | 1    |        |
| Kamel Kaci-Saïd      | Attaquant | 13 février 1967   | 1994          | 1998          | 22   | 3    |        |
| Mohamed Kaci-Saïd    | Milieu    | 2 mai 1958        | 1980          | 1988          | 46   | 1    |        |
| Foued Kadir          | Milieu    | 5 décembre 1983   | 2010          | 2015          | 25   | 2    |        |
| Kamel Kadri          | Gardien   | 19 novembre 1963  | 1987          | 1992          | 15   | 0    |        |
| Abdennour Kaoua      | Gardien   | 14 juin 1949      | 1972          | 1976          | 8    | 0    |        |
| Mokhtar Kaoua        | Milieu    | 24 septembre 1953 | 1975          | 1976          | 5    | 1    |        |
| Mouloud Kaoua        |           | 12 mai 1971       | 1993          | 1995          | 7    | 1    |        |
| Amir Karaoui         | Milieu    | 3 août 1987       | 2013          | 2013          | 1    | 0    |        |
| Mourad Karouf        | Milieu    | 27 décembre 1968  | 1992          | 1993          | 6    | 0    |        |
| Ahmed Kashi          | Milieu    | 18 novembre 1988  | 2015          |               | 1    | 0    |        |
| Mokhtar Kechamli     | Défenseur | 2 novembre 1962   | 1985          | 1988          | 12   | 0    |        |
| Abdellah Kechra      | Défenseur | 31 janvier 1945   | 1968          | 1968          | 3    | 0    |        |
| Djamel Keddou        | Défenseur | 26 avril 1953     | 1973          | 1978          | 26   | 2    |        |
| Mustapha Kefif       |           | 29 octobre 1952   | 1972          | 1972          | 1    | 0    | [ 35 ] |
| Karim Kerkar         | Milieu    | 3 janvier 1977    | 1998          | 2004          | 5    | 0    |        |
| Abdelhamid Kermali   | Attaquant | 24 avril 1931     | 1963          | 1963          | 1    | 0    |        |
| Abdelkrim Kerroum    | Attaquant | 25 mars 1936      | 1963          | 1963          | 1    | 0    |        |
| Smaïl Khaled         |           | 8 septembre 1976  | 2003          | 2003          | 1    | 0    |        |
| Mokhtar Khalem       | Attaquant | 1er octobre 1944  | 1967          | 1972          | 14   | 8    |        |
| Boualem Khalfi       |           | 12 avril 1952     | 1978          | 1978          | 2    | 0    |        |
| Mohamed Khazrouni    |           | 18 mars 1969      | 1998          | 1998          | 4    | 0    |        |
| Mohamed Khedis       | Défenseur | 29 février 1952   | 1972          | 1980          | 58   | 0    |        |
| Noureddine Khellaf   |           | 17 février 1957   | 1979          | 1979          | 1    | 0    | [ 36 ] |
| Rachid Kheloufi      | Attaquant | 12 mai 1959       | 1979          | 1982          | 2    | 0    | [ 37 ] |
| Samir Kherbouche     | Défenseur | 28 janvier 1976   | 2001          | 2001          | 1    | 0    |        |
| Kheireddine Kherris  |           | 8 mai 1973        | 1992          | 1998          | 28   | 1    |        |
| Kamel Kherkhache     | Attaquant | 21 mars 1973      | 2000          | 2002          | 9    | 2    |        |
| Ali Khiari           |           | 1er novembre 1945 | 1968          | 1971          | 8    | 1    |        |
| Nacereddine Khoualed | Milieu    | 16 avril 1986     | 2013          | 2013          | 3    | 0    |        |
| Abdelmalek Khouni    | Milieu    | 23 décembre 1969  | 1995          | 1995          | 2    | 0    |        |
| Arezki Kouffi        |           | 16 janvier 1949   | 1969          | 1969          | 1    | 0    |        |
| Hamza Koudri         | Milieu    | 15 décembre 1987  | 2013          | 2013          | 1    | 0    |        |
| Mustapha Kouici      | Défenseur | 16 juillet 1954   | 1976          | 1984          | 56   | 3    |        |
| Noureddine Kourichi  | Défenseur | 12 avril 1954     | 1980          | 1986          | 29   | 2    |        |
| Rabah Kourifa        | Défenseur | 10 mars 1963      | 1988          | 1991          | 4    | 0    |        |
| Nasredine Kraouche   | Milieu    | 27 août 1979      | 1999          | 2005          | 37   | 3    |        |
| Abdelmadjid Krokro   |           | 29 mai 1951       | 1971          | 1971          | 1    | 0    |        |
| Messaoud Koussim     | Attaquant | 6 février 1941    | 1968          | 1968          | 1    | 1    | [ 38 ] |

## L
- Haut – A
- B
- C
- D
- E
- F
- G
- H
- I
- J
- K
- L
- M
- N
- O
- P
- Q
- R
- S
- T
- U
- V
- W
- X
- Y
- Z

| Nom                 | Poste     | Date de naissance | 1re sélection | Dernière sél. | Sél. | Buts | Source |
| ------------------- | --------- | ----------------- | ------------- | ------------- | ---- | ---- | ------ |
| Medhi Lacen         | Milieu    | 15 mars 1984      | 2010          | 2015          | 44   | 0    |        |
| Salim Laïb          |           | 17 janvier 1961   | 1986          | 1986          | 1    | 0    |        |
| Abdelkader Laïfaoui | Défenseur | 9 juillet 1981    | 2004          | 2011          | 8    | 0    |        |
| Hacène Lalmas       | Attaquant | 12 mars 1943      | 1963          | 1974          | 46   | 14   |        |
| Lamri Boudjemaâ     |           | 19 janvier 1961   | 1989          | 1989          | 4    | 0    |        |
| Mounir Laouar       |           | 25 mars 1963      | 1991          | 1991          | 1    | 0    |        |
| Farès Laouni        |           | 9 août 1977       | 2001          | 2001          | 1    | 1    |        |
| Salah Larbes        | Milieu    | 16 septembre 1952 | 1980          | 1982          | 24   | 0    |        |
| Larbi El Hadi       | Gardien   | 27 mai 1961       | 1986          | 1989          | 15   | 0    |        |
| Kamel Larbi         | Milieu    | 20 février 1985   | 2006          | 2006          | 1    | 0    |        |
| Abdelkrim Laribi    |           | 25 décembre 1943  | 1967          | 1968          | 5    | 0    |        |
| Boualem Laroum      |           | 17 juin 1959      | 1978          | 1984          | 5    | 0    | [ 39 ] |
| Sid Ali Lazizi      |           | 20 septembre 1957 | 1981          | 1981          | 1    | 0    |        |
| Tarek Lazizi        |           | 8 juin 1971       | 1990          | 1997          | 45   | 3    |        |
| Hamid Lefdjah       |           | 16 décembre 1960  | 1983          | 1984          | 3    | 0    |        |
| Mohamed Lekkak      |           | 2 juin 1937       | 1964          | 1969          | 4    | 1    |        |
| Khaled Lemmouchia   | Milieu    | 6 décembre 1981   | 2008          | 2013          | 28   | 0    |        |
| Kamel Lemoui        |           | 10 juillet 1939   | 1963          | 1968          | 6    | 0    |        |
| Hassan Louahid      |           | 14 mars 1938      | 1965          | 1969          | 16   | 4    |        |
| Abdelkrim Loucif    |           | 8 octobre 1959    | 1983          | 1983          | 4    | 0    |        |
| Ghouti Loukili      |           | 1er juillet 1973  | 1997          | 1998          | 3    | 0    |        |
| Khaled Lounici      | Attaquant | 9 juillet 1967    | 1990          | 1999          | 32   | 3    |        |

## M
- Haut – A
- B
- C
- D
- E
- F
- G
- H
- I
- J
- K
- L
- M
- N
- O
- P
- Q
- R
- S
- T
- U
- V
- W
- X
- Y
- Z

| Nom                  | Poste                         | Date de naissance | Période     | Match | But | Source |
| -------------------- | ----------------------------- | ----------------- | ----------- | ----- | --- | ------ |
| Rabah Madjer         | Attaquant                     |                   | 1978 - 1992 | 87    | 29  |        |
| Ahmed Madouni        | Défenseur                     |                   | 2005        | 2     | 0   |        |
| Mahi Khennane        | Attaquant                     |                   | 1963 - 1964 | 3     | 1   |        |
| Adel Maïza           | Défenseur                     |                   | 2006 - 2009 | 3     | 0   |        |
| Faouzi Mansouri      | Défenseur                     |                   | 1981 - 1986 | 13    | 0   |        |
| Yazid Mansouri       | Milieu de terrain             |                   | 2001 - 2010 | 67    | 0   |        |
| Karim Maroc          | Attaquant                     |                   | 1982 - 1986 | 15    | 2   |        |
| Karim Matmour        | Milieu de terrain / Attaquant |                   | 2007 - 2012 | 30    | 2   |        |
| Fodhil Megharia      | Défenseur                     |                   | 1984 - 1992 | 68    | 0   |        |
| Hakim Medane         | Milieu de terrain             |                   | 1984 - 1994 | 28    | 1   |        |
| Carl Medjani         | Défenseur                     |                   | 2010 -      | 29    | 1   |        |
| Mahieddine Meftah    | Défenseur                     |                   | 1990 - 2006 | 77    | 4   |        |
| Mohamed Rabie Meftah | Défenseur                     |                   | 2006 - 2009 | 7     | 0   |        |
| Mourad Meghni        | Milieu de terrain             |                   | 2009 - 2010 | 9     | 0   |        |
| Rachid Mekloufi      | Attaquant                     |                   | 1962 - 1968 | 11    | 2   |        |
| Hamma Melakhsou      | Défenseur                     |                   | 1964 - 1967 | 15    | 0   |        |
| Djamel Menad         | Attaquant                     |                   | 1982 - 1995 | 81    | 29  |        |
| Mehdi Méniri         | Défenseur                     |                   | 2000 - 2004 | 22    | 2   |        |
| Chaabane Merzekane   | Défenseur                     |                   | 1979 - 1988 | 60    | 0   |        |
| Djamel Mesbah        | Défenseur                     |                   | 2010 -      | 28    | 0   |        |
| Hocine Metref        | Milieu de terrain             |                   | 2005 - 2011 | 6     | 0   |        |
| Hichem Mezaïr        | gardien de but                |                   | 1998 - 2006 | 31    | 0   |        |
| Abderrahmane Meziani | Attaquant                     |                   | 1963 - 1970 | 7     | 1   |        |
| Ali Moumen           | Milieu de terrain             |                   | 2006 - 2007 | 2     | 0   |        |

## N
- Haut – A
- B
- C
- D
- E
- F
- G
- H
- I
- J
- K
- L
- M
- N
- O
- P
- Q
- R
- S
- T
- U
- V
- W
- X
- Y
- Z

| Nom                | Poste     | Date de naissance | 1re sélection | Dernière sél. | Sél. | Buts | Source |
| ------------------ | --------- | ----------------- | ------------- | ------------- | ---- | ---- | ------ |
| Kamel Naidja       | Gardien   | 9 août 1953       | 1976          | 1976          | 1    | 0    |        |
| Mourad Naïm        | Attaquant | 8 avril 1953      | 1975          | 1976          | 11   | 1    |        |
| Mohamed Nassou     | Gardien   | 4 octobre 1939    | 1964          | 1967          | 8    | 0    |        |
| Rachid Natouri     | Attaquant | 26 février 1946   | 1968          | 1970          | 4    | 1    |        |
| Naili Bilal        | Défenseur | 14 octobre 1976   | 1989          | 1990          | 2    |      |        |
| Abdelhamid Nechad  | Défenseur | 19 septembre 1970 | 1997          | 1998          | 3    | 0    |        |
| Noureddine Neggazi | Attaquant | 7 août 1962       | 1986          | 1990          | 3    | 0    |        |

## O
- Haut – A
- B
- C
- D
- E
- F
- G
- H
- I
- J
- K
- L
- M
- N
- O
- P
- Q
- R
- S
- T
- U
- V
- W
- X
- Y
- Z

| Nom                         | Poste          | Date de naissance | 1re sélection | Dernière sél. | Sél. | Buts | Source |
| --------------------------- | -------------- | ----------------- | ------------- | ------------- | ---- | ---- | ------ |
| Abdelatif Osmane            |                | 20 novembre 1968  | 1997          | 1998          | 8    | 0    | [ 40 ] |
| Antar Osmani                | Gardien        | 22 février 1960   | 1989          | 1992          | 19   | 0    |        |
| Abdelnasser Ouadah          | Milieu         | 13 septembre 1975 | 2004          | 2004          | 1    | 0    |        |
| Brahim Ouahid               |                | 19 août 1977      | 2001          | 2003          | 5    | 2    |        |
| Houari Ouali                |                | 14 septembre 1954 | 1974          | 1976          | 7    | 0    |        |
| Saïd Ouchen                 |                | 6 avril 1943      | 1971          | 1975          | 21   | 0    |        |
| Omar Oucief                 |                | 17 mars 1940      | 1963          | 1968          | 5    | 0    | [ 41 ] |
| Ahmed Oudjani               | Attaquant      | 19 mars 1937      | 1963          | 1965          | 4    | 0    |        |
| Chérif Oudjani              | Attaquant      | 9 décembre 1964   | 1987          | 1990          | 12   | 3    |        |
| Moncef Ouichaoui            | Attaquant      | 5 avril 1977      | 2000          | 2000          | 1    | 0    |        |
| Hadj Abdelkader Ould El Bey |                | 23 juin 1936      | 1964          | 1965          | 6    | 0    |        |
| Slimane Ould Mata           | Gardien        | 8 septembre 1975  | 2001          | 2001          | 3    | 0    |        |
| Fodil Oulkhiar              |                | 15 janvier 1944   | 1967          | 1968          | 2    | 0    |        |
| Maâmar Ousser               | Arrière gauche | 7 février 1935    | 1964          | 1964          | 1    | 0    |        |
| Nassim Ousserir             | Gardien        | 5 février 1978    | 2003          | 2008          | 5    | 0    |        |

## R
- Haut – A
- B
- C
- D
- E
- F
- G
- H
- I
- J
- K
- L
- M
- N
- O
- P
- Q
- R
- S
- T
- U
- V
- W
- X
- Y
- Z

| Nom                | Poste        | Date de naissance | 1re sélection | Dernière sél. | Sél. | Buts | Source |
| ------------------ | ------------ | ----------------- | ------------- | ------------- | ---- | ---- | ------ |
| Hocine Rabet       | Attaquant    | 6 mars 1953       | 1975          | 1977          | 16   | 1    |        |
| Mohamed Rahim      | Attaquant    | 21 juin 1970      | 1989          | 1993          | 18   | 2    | [ 42 ] |
| Azzedine Rahim     | Attaquant    | 31 mars 1972      | 1995          | 1996          | 10   | 0    |        |
| Abderrazak Rahmani |              | 14 décembre 1960  | 1989          | 1989          | 2    | 0    |        |
| Hamid Rahmouni     |              | 21 mai 1968       | 1989          | 1999          | 13   | 0    | [ 43 ] |
| Mourad Rahmouni    | Attaquant    | 3 décembre 1963   | 1988          | 1992          | 21   | 0    | [ 44 ] |
| Slimane Raho       | Défenseur    | 20 octobre 1975   | 1998          | 2010          | 48   | 0    |        |
| Abdelkader Reguig  | Attaquant    | 16 janvier 1938   | 1965          | 1965          | 1    | 0    |        |
| Amar Rouaï         | Inter gauche | 9 mars 1932       | 1963          | 1963          | 1    | 0    |        |
| Benhalima Rouane   | Attaquant    | 11 février 1980   | 2003          | 2003          | 3    | 0    |        |

## S
- Haut – A
- B
- C
- D
- E
- F
- G
- H
- I
- J
- K
- L
- M
- N
- O
- P
- Q
- R
- S
- T
- U
- V
- W
- X
- Y
- Z

| Nom                      | Poste     | Date de naissance | 1re sélection | Dernière sél. | Sél. | Buts | Source |
| ------------------------ | --------- | ----------------- | ------------- | ------------- | ---- | ---- | ------ |
| Salim Founas             |           | 24 février 1976   | 1987          | 1999          | 4    | 0    |        |
| Hocine Saâdi             |           | 12 décembre 1936  | 1965          | 1965          | 1    | 0    |        |
| Hakim Saci               |           | 3 mai 1978        | 2000          | 2002          | 3    | 0    |        |
| Abdelhamid Sadmi         | Défenseur | 1er janvier 1961  | 1984          | 1987          | 27   | 0    |        |
| Abdelaziz Safsafi        |           | 14 février 1954   | 1973          | 1980          | 53   | 2    |        |
| Mahieddine Safsafi       |           | 14 mars 1957      | 1979          | 1980          | 4    | 0    |        |
| Madjid Saheb             |           | 23 juillet 1943   | 1968          | 1968          | 2    | 0    |        |
| Salem Sahli              |           | 4 mai 1950        | 1971          | 1971          | 1    | 0    | [ 45 ] |
| Moussa Saïb              | Attaquant | 6 mars 1969       | 1989          | 2001          | 75   | 7    |        |
| Rafik Saïfi              | Attaquant | 7 février 1975    | 1998          | 2010          | 68   | 18   |        |
| Achour Salah             |           | 1er octobre 1933  | 1963          | 1963          | 1    | 0    |        |
| Ameur Salem              |           | 17 octobre 1967   | 1992          | 1992          | 7    | 0    | [ 46 ] |
| Mohamed Salem            | Attaquant | 24 mai 1940       | 1963          | 1968          | 4    | 1    |        |
| Mohamed Medjdoub Salguia | Gardien   | 17 mars 1950      | 1976          | 1976          | 2    | 0    |        |
| Abdelhamid Salhi         | Milieu    | 27 août 1947      | 1967          | 1974          | 27   | 3    |        |
| Layachi Salhi            |           | 4 décembre 1951   | 1974          | 1975          | 6    | 0    | [ 47 ] |
| Miloud Salhi             |           | 20 juillet 1951   | 1971          | 1972          | 9    | 0    |        |
| Youssef Salimi           | Défenseur | 24 août 1972      | 1997          | 1997          | 1    | 0    |        |
| Salah Samadi             | Gardien   | 7 septembre 1976  | 2001          | 2002          | 3    | 0    |        |
| Lyazid Sandjak           | Milieu    | 11 septembre 1966 | 1987          | 1992          | 10   | 1    |        |
| Karim Saoula             |           | 19 mai 1975       | 2000          | 2000          | 1    | 0    |        |
| Boualem Sebaoune         |           | 26 août 1949      | 1972          | 1972          | 1    | 0    |        |
| Rachid Sebbar            |           | 10 janvier 1959   | 1987          | 1987          | 1    | 0    |        |
| Mohamed Seguer           | Attaquant | 7 septembre 1985  | 2008          | 2008          | 2    | 0    |        |
| Mustapha Sellami         |           | 15 novembre 1950  | 1972          | 1972          | 1    | 0    |        |
| Selmi Djilali            | Attaquant | 4 septembre 1946  | 1968          | 1975          | 14   | 0    |        |
| Abderrahmane Selmi       |           | 5 mai 1977        | 1997          | 1997          | 2    | 0    |        |
| Sofiane Selmoune         | Défenseur | 22 avril 1975     | 1996          | 1996          | 1    | 0    |        |
| Abdelhakim Serrar        | Défenseur | 24 avril 1961     | 1983          | 1991          | 16   | 2    |        |
| Mustapha Seridi          | Attaquant | 13 avril 1943     | 1964          | 1972          | 20   | 1    |        |
| Fadel Settara            | Attaquant | 18 octobre 1975   | 2001          | 2001          | 2    | 1    |        |
| Cédric Si Mohammed       | Gardien   | 9 janvier 1985    | 2012          |               | 2    | 0    |        |
| Mourad Slatni            | Défenseur | 5 février 1966    | 1995          | 1996          | 13   | 0    |        |
| Yacine Slatni            | Défenseur | 3 novembre 1973   | 1999          | 2003          | 24   | 0    |        |
| Islam Slimani            | Attaquant | 18 juin 1988      | 2012          |               | 43   | 23   |        |
| Smaïl Slimani            | Milieu    | 31 décembre 1956  | 1979          | 1980          | 7    | 0    |        |
| Djamil Soltani           | Milieu    | 10 décembre 1973  | 1995          | 1997          | 5    | 0    |        |
| El Arabi Hilal Soudani   | Attaquant | 25 novembre 1987  | 2011          |               | 36   | 18   |        |
| Farid Soudani            | Attaquant | 30 décembre 1972  | 1998          | 1998          | 1    | 0    |        |
| Rachid Soualhi           | Gardien   | 16 janvier 1949   | 1971          | 1972          | 2    | 0    | [ 48 ] |
| Abderrahmane Soukhane    | Attaquant | 13 septembre 1936 | 1963          | 1968          | 6    | 0    |        |
| Mohamed Soukhane         | Défenseur | 12 octobre 1931   | 1963          | 1965          | 7    | 0    |        |

## T
- Haut – A
- B
- C
- D
- E
- F
- G
- H
- I
- J
- K
- L
- M
- N
- O
- P
- Q
- R
- S
- T
- U
- V
- W
- X
- Y
- Z

| Nom                      | Poste     | Date de naissance | 1re sélection | Dernière sél. | Sél. | Buts | Source |
| ------------------------ | --------- | ----------------- | ------------- | ------------- | ---- | ---- | ------ |
| Sabri Tabet              | Attaquant | 17 août 1977      | 2002          | 2002          | 2    | 0    | [ 49 ] |
| Abdelhamid Tadjet        | Milieu    | 8 mai 1942        | 1964          | 1968          | 3    | 0    |        |
| Hassen Tahir             | Attaquant | 28 juin 1946      | 1969          | 1972          | 5    | 1    |        |
| Kamel Tahir              | Gardien   | 11 janvier 1945   | 1971          | 1974          | 10   | 0    |        |
| Abdelmadjid Tahraoui     | Attaquant | 24 février 1981   | 2004          | 2004          | 1    | 0    |        |
| Mehdi Tahrat             | Défenseur | 24 janvier 1990   | 2015          |               | 2    | 0    |        |
| Saphir Taïder            | Milieu    | 29 février 1992   | 2013          |               | 34   | 4    |        |
| Mohamed Talis            | Milieu    | 19 avril 1969     | 1998          | 2001          | 4    | 0    |        |
| Salah Tas                |           | 17 août 1948      | 1972          | 1972          | 1    | 0    |        |
| Abdelhafid Tasfaout      | Attaquant | 11 février 1969   | 1991          | 2002          | 87   | 35   |        |
| Ahmed Tasfaout           |           | 10 novembre 1953  | 1976          | 1976          | 3    | 0    |        |
| Mohamed Abdelkader Tayeb | Milieu    | 27 juin 1940      | 1968          | 1968          | 1    | 0    |        |
| Saâd Tedjar              | Milieu    | 14 janvier 1986   | 2011          | 2013          | 7    | 0    |        |
| Lyes Teldja              | Gardien   | 7 janvier 1954    | 1975          | 1975          | 2    | 0    |        |
| Abdelouahab Tizarouine   |           | 11 novembre 1971  | 1997          | 1997          | 5    | 0    |        |
| Abdelkader Tlemçani      |           | 1er décembre 1963 | 1985          | 1989          | 17   | 1    |        |
| Djamel Tlemçani          | Attaquant | 16 avril 1955     | 1977          | 1984          | 12   | 2    |        |
| Kamel Tchalabi           | Attaquant | 24 avril 1947     | 1969          | 1970          | 3    | 0    |        |
| Mohamed Tribèche         | Milieu    | 14 juin 1964      | 1991          | 1991          | 2    | 0    |        |

## Y
- Haut – A
- B
- C
- D
- E
- F
- G
- H
- I
- J
- K
- L
- M
- N
- O
- P
- Q
- R
- S
- T
- U
- V
- W
- X
- Y
- Z

| Nom            | Poste             | Date de naissance | 1re sélection | Dernière sél. | Sél. | Buts | Source |
| -------------- | ----------------- | ----------------- | ------------- | ------------- | ---- | ---- | ------ |
| Hamza Yacef    | Attaquant         | 25 août 1979      | 2005          | 2008          | 9    | 1    |        |
| Hocine Yahi    | Meneur de jeu     | 2 mai 1960        | 1981          | 1988          | 54   | 8    |        |
| Anther Yahia   | Défenseur         | 21 mars 1982      | 2004          | 2012          | 52   | 6    |        |
| Hassan Yebda   | Milieu de terrain | 14 mai 1984       | 2009          | 2014          | 26   | 2    |        |
| Adel Younes    | Milieu de terrain | 11 mai 1978       | 2003          | 2003          | 1    | 0    | [ 50 ] |
| Sofiane Younes | Milieu de terrain | 25 novembre 1982  | 2007          | 2007          | 2    | 0    |        |
| Ikhlef Youssef | Milieu de terrain | 24 février 1939   | 1964          | 1964          | 1    | 0    | [ 51 ] |

## Z
- Haut – A
- B
- C
- D
- E
- F
- G
- H
- I
- J
- K
- L
- M
- N
- O
- P
- Q
- R
- S
- T
- U
- V
- W
- X
- Y
- Z

| Nom                  | Poste        | Date de naissance | 1re sélection | Dernière sél. | Sél. | Buts | Source |
| -------------------- | ------------ | ----------------- | ------------- | ------------- | ---- | ---- | ------ |
| Brahim Zafour        | Milieu       | 30 novembre 1977  | 2001          | 2005          | 28   | 1    | [ 52 ] |
| Meziane Zaghzi       | Avant-centre | 21 mai 1962       | 1985          | 1985          | 1    | 0    | [ 53 ] |
| Samir Zaoui          | Défenseur    | 3 juin 1976       | 2003          | 2010          | 24   | 0    | [ 54 ] |
| Abdelaziz Zarabi     | Milieu       | 12 mars 1950      | 1974          | 1976          | 2    | 0    | [ 55 ] |
| Abderaouf Zarabi     | Défenseur    | 26 mars 1979      | 2003          | 2009          | 22   | 0    | [ 56 ] |
| Samir Zazou          | Défenseur    | 24 mars 1980      | 2003          | 2005          | 5    | 0    | [ 57 ] |
| Nabil Zedri          |              | 18 septembre 1969 | 1990          | 1990          | 1    | 0    |        |
| Mehdi Zeffane        | Défenseur    | 19 mai 1992       | 2014          |               | 9    | 0    |        |
| Abdelkrim Zefzef     | Milieu       | 9 janvier 1938    | 1964          | 1965          | 3    | 1    | [ 58 ] |
| Nassim Zeggour       | Attaquant    | 21 octobre 1966   | 1989          | 1989          | 4    | 0    | [ 59 ] |
| Mounir Zeghdoud      | Défenseur    | 18 novembre 1970  | 1995          | 2004          | 34   | 0    | [ 60 ] |
| Nacer Zekri          | Attaquant    | 3 août 1971       | 1993          | 1996          | 18   | 5    | [ 61 ] |
| M-L Zemamouche       | Gardien      | 2 janvier 1985    | 2010          | 2014          | 8    | 0    | [ 62 ] |
| Youcef Zender        | Milieu       | 21 septembre 1950 | 1971          | 1972          | 4    | 0    | [ 63 ] |
| Abdelwahab Zenir     | Défenseur    | 15 octobre 1951   | 1971          | 1975          | 12   | 0    | [ 64 ] |
| Zahir Zerdab         | Milieu       | 9 janvier 1982    | 2010          | 2010          | 1    | 0    | [ 65 ] |
| Sid Ahmed Zerrouki   | Milieu       | 30 août 1970      | 1993          | 1997          | 32   | 2    | [ 66 ] |
| Karim Ziani          | Milieu       | 17 juillet 1982   | 2003          | 2012          | 62   | 5    | [ 67 ] |
| Abdelmalek Ziaya     | Attaquant    | 23 janvier 1984   | 2010          | 2010          | 6    | 0    | [ 68 ] |
| Zidane Charef        | Défenseur    | 5 février 1942    | 1965          | 1965          | 7    | 0    | [ 69 ] |
| Djamel Zidane        | Attaquant    | 29 avril 1955     | 1981          | 1988          | 15   | 4    | [ 70 ] |
| Mohamed Ziti         | Défenseur    | 19 avril 1989     | 2015          |               | 1    | 0    |        |
| Ali Zitouni          | Milieu       |                   | 1995          | 1995          | 1    | 0    | [ 71 ] |
| Ahmed Zitoun         | Défenseur    | 16 août 1936      | 1963          | 1965          | 7    | 0    | [ 72 ] |
| Abdelghani Zitouni   | Milieu       | 5 mai 1932        | 1963          | 1964          | 2    | 1    | [ 73 ] |
| Abderrahmane Zitouni | Milieu       | 17 mai 1969       | 1995          | 1995          | 1    | 0    |        |
| Mustapha Zitouni     | Défenseur    | 19 octobre 1928   | 1963          | 1964          | 7    | 0    | [ 74 ] |
| Malik Zorgane        | Milieu       | 22 janvier 1966   | 1988          | 1991          | 9    | 2    | [ 75 ] |
| Billal Zouani        | Attaquant    | 11 décembre 1969  | 1997          | 2001          | 3    | 0    | [ 76 ] |
| Réda Zouani          | Attaquant    | 20 mai 1968       | 1994          | 1994          | 3    | 1    | [ 77 ] |

## Les records

### Les joueurs à la plus grande longévité
Il s'agit ici des joueurs qui sont restés le plus longtemps en activité au sein de la sélection nationale.
| Joueur                   | Date 1re cape     | Date dernière cape | Âge                       |
| ------------------------ | ----------------- | ------------------ | ------------------------- |
| Djamel Menad             | 31 mai 1980       | 30 juillet 1995    | 15 ans 1 mois et 29 jours |
| Rabah Madjer             | 4 juillet 1978    | 17 janvier 1992    | 13 ans 6 mois et 13 jours |
| Ali Fergani              | 3 juin 1973       | 14 mars 1986       | 12 ans 9 mois et 11 jours |
| Billel Dziri             | 23 septembre 1992 | 19 juin 2005       | 12 ans 8 mois et 26 jours |
| Mahieddine Meftah        | 31 décembre 1989  | 28 janvier 2002    | 12 ans et 28 jours        |
| Rafik Saïfi              | 5 juin 1998       | 23 juin 2010       | 12 ans et 18 jours        |
| Mustapha Dahleb          | 24 novembre 1971  | 30 novembre 1983   | 12 ans et 6 jours         |
| Hacène Lalmas            | 6 janvier 1963    | 31 octobre 1974    | 11 ans 9 mois et 25 jours |
| Salah Assad              | 1er mai 1977      | 8 février 1989     | 11 ans 9 mois et 7 jours  |
| Tahar Chérif El-Ouazzani | 30 décembre 1984  | 14 juin 1996       | 11 ans 5 mois et 14 jours |
| Lakhdar Belloumi         | 22 octobre 1978   | 17 novembre 1989   | 11 ans et 26 jours        |
| Rafik Halliche           | 31 mai 2008       | 22 mars 2019       | 10 ans 9 mois et 22 jours |

### Les joueurs les plus jeunes
Les joueurs les plus jeunes à avoir joué en équipe nationale algérien et l'âge qu'ils avaient lors de leur première cape.
| Tahar Chérif El-Ouazzani                            | 7 octobre 1966    | 30 décembre 1984 | 18 ans 2 mois et 23 jours |
| Badredine Bouanani                                  | 8 décembre 2004   | 23 mars 2023     | 18 ans 3 mois et 15 jours |
| Hakim Meddane                                       | 5 septembre 1966  | 8 mars 1984      | 18 ans 3 mois et 25 jours |
| Tarek Lazizi                                        | 8 juin 1971       | 12 janvier 1990  | 18 ans 7 mois et 4 jours  |
| Ismaël Bennacer                                     | 1er décembre 1997 | 4 septembre 2016 | 18 ans 9 mois et 4 jours  |
| Nacer Guedioura                                     | 4 novembre 1954   | 20 mai 1973      | 18 ans 9 mois et 9 jours  |
| Miloud Hadefi                                       | 12 mars 1949      | 17 mars 1968     | 19 ans et 5 jours         |
| ainsi que 34 autres joueurs âgé de moins de 20 ans. |                   |                  |                           |

### Les joueurs les plus capés en phase finale de Coupe d'Afrique des nations et Coupe du monde
| Rang | Joueur           | Poste          | Coupe(s) d'Afrique disputée(s)     | Coupe(s) du monde disputée(s) | Buts | Sél. |
| ---- | ---------------- | -------------- | ---------------------------------- | ----------------------------- | ---- | ---- |
| 1    | Rabah Madjer     | Attaquant      | 1980, 1982, 1984, 1986, 1990, 1992 | 1982, 1986                    | 5    | 29   |
| 2    | Lakhdar Belloumi | Milieu         | 1980, 1982, 1984, 1988             | 1982, 1986                    | 7    | 23   |
| 3    | Mahmoud Guendouz | Défenseur      | 1980, 1982, 1984, 1986             | 1982, 1986                    | 0    | 17   |
| 4    | Rafik Halliche   | Défenseur      | 2010, 2013, 2015, 2019             | 2010, 2014                    | 2    | 15   |
| 4    | Raïs M'Bolhi     | Gardien de but | 2013, 2015, 2017, 2019             | 2010, 2014                    | 0    | 15   |
| 5    | Islam Slimani    | Attaquant      | 2013, 2015, 2017, 2019             | 2014                          | 5    | 13   |